# Eigel Wiese
Eigel Wiese  (* 6. Juni 1947 in Hamburg) ist ein deutscher Fotograf, Journalist und Buchautor.

## Leben
Eigel Wiese absolvierte in Hamburg eine Fotografenlehre. Nach einer Dienstzeit als Soldat auf Zeit bei der Bundeswehr arbeitete er als Fotograf in Frankreich im Atelier Artistique International in Seguret in der Provence. Eine journalistische Ausbildung erhielt er über ein Volontariat bei der Bergedorfer Zeitung in Hamburg. Danach war er Redakteur beim Weser-Kurier in Bremen sowie bei Boote, Petra und TV Hören und Sehen in Hamburg. Seit 1992 ist Wiese selbständig. Sein Schwerpunkt sind maritime Themen in Fotos und Texten. Sieben Jahre war er beim Hamburger Abendblatt als freier Autor für die Kolumne Schiffsmeldungen zuständig. Für das Hamburger Abendblatt arbeitet er noch heute als freier Autor.
Von 2003 bis 2012 war Eigel Wiese Gastdozent an der Führungsakademie der Bundeswehr.

## Buchveröffentlichungen
- Burma – Reise im Goldenen Land (1989) (Pietsch Verlag)
- Thailand – Reise im Goldenen Dreieck (1990) (Pietsch Verlag)
- Leuchttürme (1991) (Verlag Die Barque)
- Island (1992) (Pietsch Verlag)
- Leuchttürme – Seezeichen-Wahrzeichen (1993) (Historika Photoverlag)
- Schiffahrtsgeschichte in Schiffahrtsgeschichten (1993) (Historika Photoverlag)
- Feuerschiffe (1994) (Historika Photoverlag)
- Meeresungeheuer, Geisterschiffe und der Klabautermann (1994) (Historika Photoverlag)
- Die Brücken von Hamburg (1995) (Historika Photoverlag)
- Das Hagenbeck-Buch (1995) (Historika Photoverlag)
- Marokko (1996) (artcolor Verlag)
- Männer und Schiffe vor Kap Horn (1997) (Koehler Verlag)
- Pamir – Die Lebensgeschichte eines Segelschiffes (1997) (Koehler Verlag)
- Leuchttürme (1999) (Heel Verlag) (Blaue Reihe)
- Windjammer (1999) (Heel Verlag) (Blaue Reihe)
- Galionsfiguren (1999) (Heel Verlag) (Blaue Reihe)
- Seenot und Rettung (1999) (Heel Verlag) (Blaue Reihe)
- Feuerschiffe (2000) (Heel Verlag) (Blaue Reihe)
- Dampfschiffe (2001) (Heel Verlag) (Blaue Reihe)
- Sklavenschiffe – Das schwärzeste Kapitel der christlichen Seefahrt (2000) (Koehler Verlag)
- Das Geisterschiff. Die wahre Geschichte der Mary Celeste. Europa, Hamburg / Wien 2001, ISBN 3-203-75103-8 / ISBN 3-203-75101-1; als Taschenbuch: Bastei Lübbe-TB 64195, Bergisch Gladbach 2003, ISBN 978-3-404-64195-6.
- Pamir (2002) (Europa Verlag)
- Die letzte Fahrt (2005) (L&H Verlag)
- Giganten der Meere (2008) (Koehlers Verlagsgesellschaft)
- Die Brücken von Hamburg (2008)(Die Hanse)
- Piraterie – Neue Dimensionen eines alten Phänomens (2010) (Koehlers Verlagsgesellschaft)
- Kreuzfahrtstadt Hamburg (2011) (Koehlers Verlagsgesellschaft)
- Titanic – Vier Tage bis zur Unsterblichkeit (2012) (Koehlers Verlagsgesellschaft)
- Hamburger Hafen – Schiffe Arbeit Menschen (2013) (Wachholtz Verlag)
- Legendäre Schiffswracks: von der Arche Noah bis zur Titanic. Theiss, Wiesbaden 2015, ISBN 978-3-8062-2843-4.
- Blankenese – Seefahrer, Strandräuber und Lotsen. Koehlers Verlagsgesellschaft, Hamburg 2015, ISBN 978-3-782-21230-4.
- Die Unterelbe – Lebensader, Land und Leute. Koehlers Verlagsgesellschaft, Hamburg 2017, ISBN 978-3-7822-1261-8

Als CD-ROM:
- Wale und Delphine (1996)